# Marek Kamiński
Marek Kamiński (sinh ngày 24 tháng 3 năm 1964 tại Gdańsk) là nhà thám hiểm, nhà triết học người Ba Lan. Ông  là người đến được cả Bắc Cực và Nam Cực trong một năm mà không cần sự trợ giúp từ bên ngoài (Bắc Cực: ngày 23 tháng 5 năm 1995; Nam Cực: ngày 27 tháng 12 năm 1995).

## Tiểu sử
Kaminski lấy bằng triết học và vật lý tại Đại học Warszawa và hoàn thành chương trình sau đại học về quản lý nâng cao tại Trường Kinh doanh IESE ở Barcelona. Ông học triết học ở Hamburg.

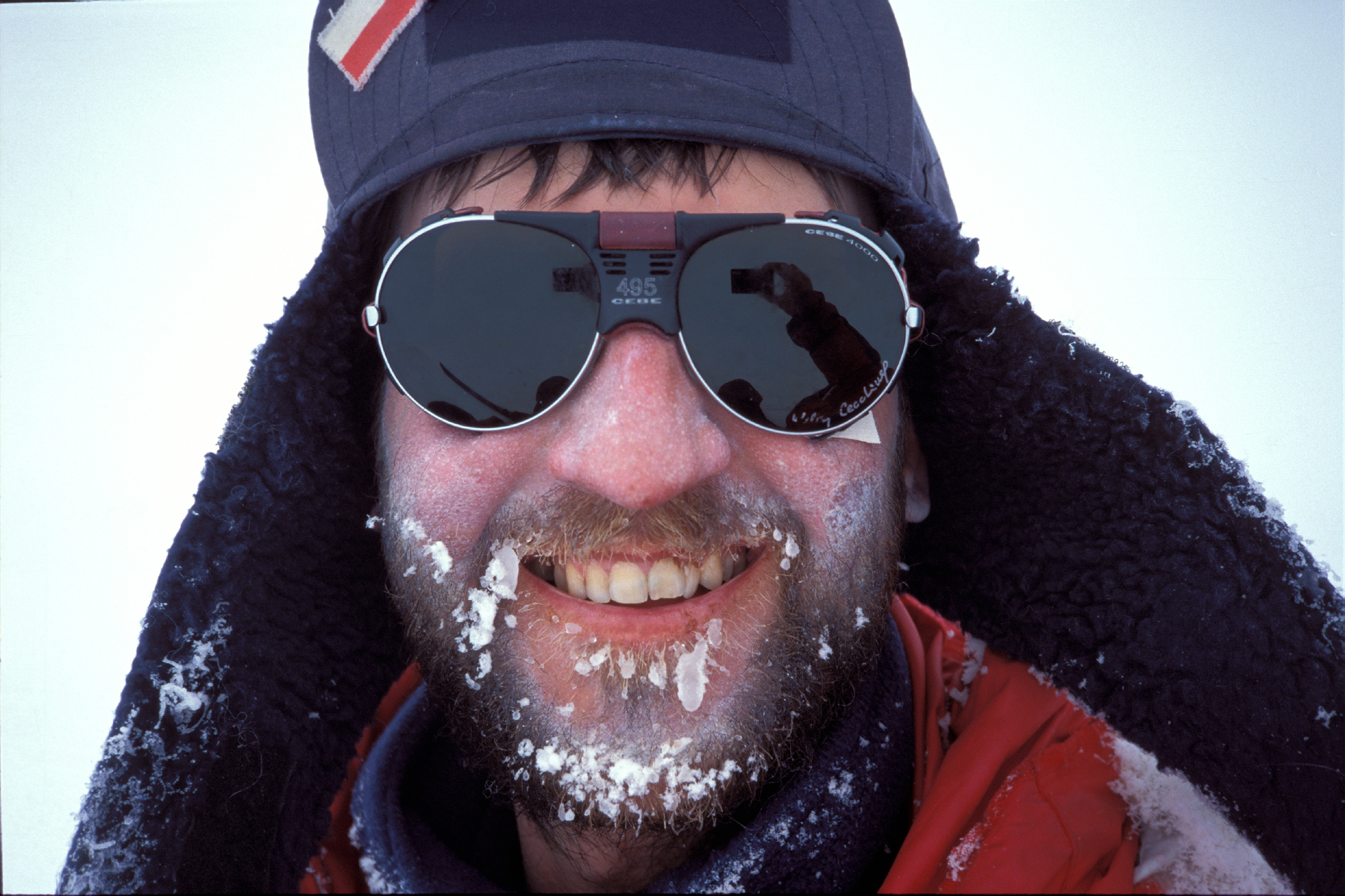
Marek trong một chuyến thám hiểm

Trong chuyến thám hiểm dọc theo đường mòn St. James, ông đã đi 4.000 km (2.500 mi) trong 140 ngày từ ngôi mộ của Immanuel Kant ở Kaliningrad, Nga, đến ngôi mộ của Thánh James ở Santiago de Compostela, Tây Ban Nha.
Ông đã đi 30.000 km (19.000 mi) bằng ô tô điện từ Ba Lan đến Nhật Bản qua Siberia và Sa mạc Gobi. Kamiński là người sáng lập phương pháp tạo động lực 'Power 4Change' và là người sáng lập Quỹ Marek Kamiński.

## Các bài thuyết trình
Kamiński áp dụng kinh nghiệm của mình về tạo động lực để đạt được những mục tiêu dường như không thể, cũng như công việc liên quan đến robot và trí tuệ nhân tạo. Các thành tựu đó được ông thuyết trình tại các trường đại học và hội nghị danh tiếng trên thế giới.

## Ấn phẩm
Kamiński là tác giả của 13 cuốn sách kể về những chuyến đi của ông. Một số cuốn sách này đã được dịch ra 10 thứ tiếng, giành được nhiều giải thưởng và trở thành sách bán chạy nhất.

## Đời tư
Kamiński sinh ngày 24 tháng 3 năm 1964 tại Gdańsk, lớn lên ở Połczyn-Zdrój (Pomerania). Năm 1982, ông tốt nghiệp trường trung học Władysław Broniewski ở Koszalin.
Ông sống ở Gdynia với vợ, con gái và con trai.